# Tomšičeva ulica
Tomšičeva ulica (deutsch: Tomšič-Gasse) ist der Name einer Straße in der Altstadt von Ljubljana, der Hauptstadt Sloweniens, im Stadtbezirk Center. Sie ist benannt nach dem slowenischen Journalisten und Widerstandskämpfer Tone Tomšič (1910 bis 1942).

## Geschichte
Die Straße wurde 1876 neu angelegt als Knaffelgasse oder Knaflgasse (Knafljeva ulica) in Erinnerung an Lukas Knaffel – slowenisch Luka Knafelj (1621 bis 1671) –, den Stifter der von 1676 bis 1918 existierenden Lukas Knaffel'schen Universitätsstiftung für Studenten aus der Krain an der Universität Wien. Diesen Namen behielt die Straße bis 1941 und dann noch einmal von 1948 bis 1952. Von 1941 bis 1948 hieß sie Puccinijeva ulica. 1952 erhielt sie ihren heutigen Namen.

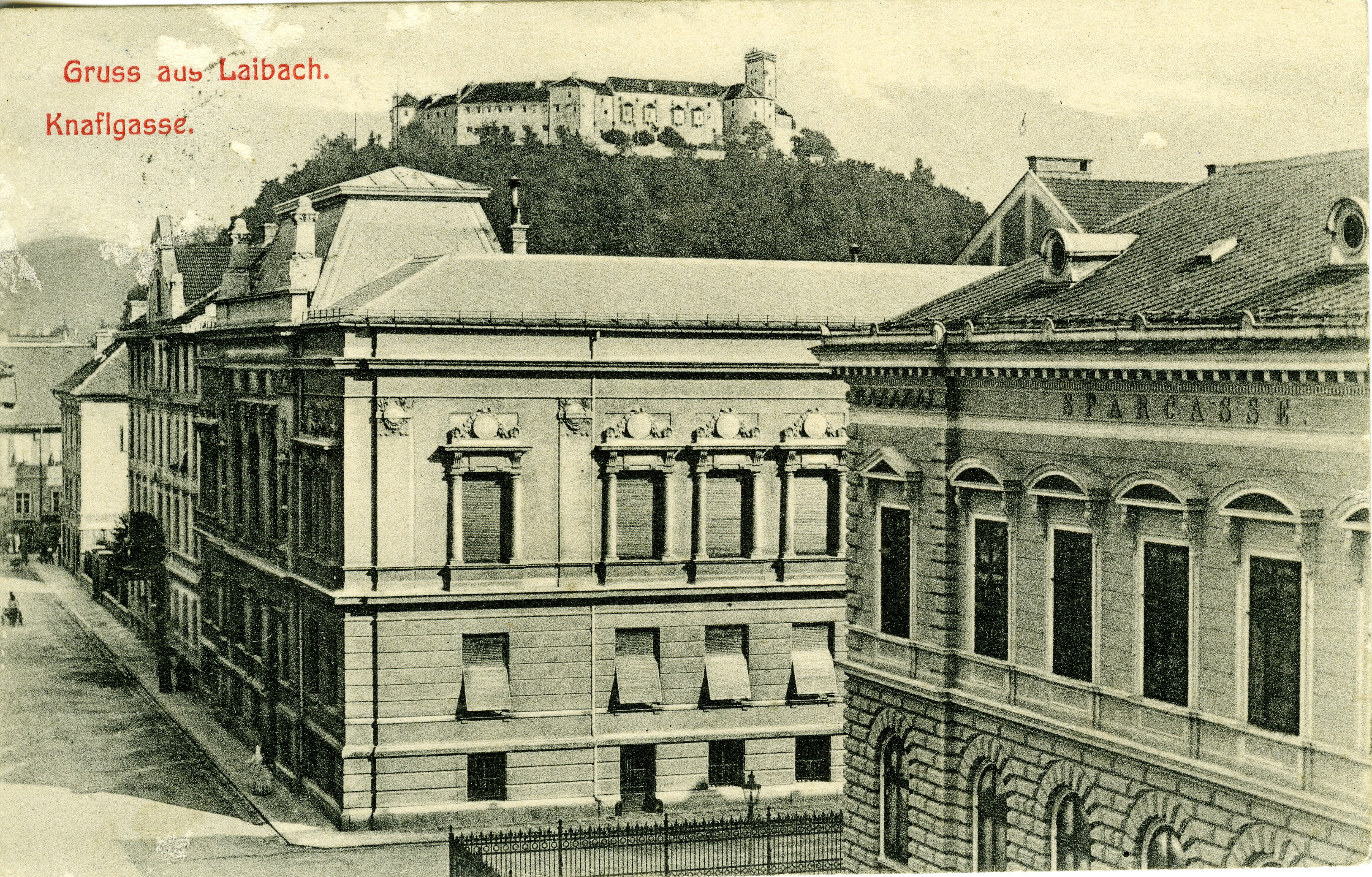
Die Knaflgasse im Jahr 1907

## Lage
Die Straße beginnt an der Slovenska cesta in Verlängerung der Knaffelpassage (Knafljev prehod) an der Hauptpost. Sie verläuft parallel zu Cankarjeva cesta nach Westen bis zur Prešernova cesta (Prešerenstraße).

## Abzweigende Straßen
Die Tomšičeva ulica berührt folgende Straßen und Orte (von Ost nach West): Beethovnova ulica (Beethovengasse), Trg narodni herojev, Župančičeva ulica, Muzejska ulica. 

## Bauwerke und Einrichtungen
Die wichtigsten Bauwerke und Einrichtungen entlang der Straße sind:
- Gebäude der slowenischen Nationalversammlung (Parlamentsgebäude)
- Platz der Nationalhelden (Museumspark)
- Opernhaus Ljubljana
- Slowenisches Nationalmuseum
- Stolpersteine (Hausnummer 12)